# Kostel svatého Mikuláše (Kopance)
Kostel svatého Mikuláše (makedonsky: Црква Св. Никола) je kostel ve vesnici Kopance v Severní Makedonii.

## Umístění
Nachází se přímo ve vesnici a kolem něj se rozkládá vesnický hřbitov. V jeho okolí se nachází hlavně albánské domy.

## Historie
V období osmanské nadvlády se na tomto místě nacházel kostel, kde místní obyvatelé pokládaly oběti za svatého Mikuláše Letenského. Vedle kostela stál starý jilm. Na místě původního kostela byl vybudován nový v roce 1900.
Podle pamětní desky byl kostel v roce 1978 od základů přestavěn a v roce 2017 rozsáhle rekonstruován. Rekonstrukci financovala církev, dále pak byly použity finance z darů místního obyvatelstva, mezi nimiž byli hlavními přispěvateli zdejší křesťanští Albánci.

## Galerie

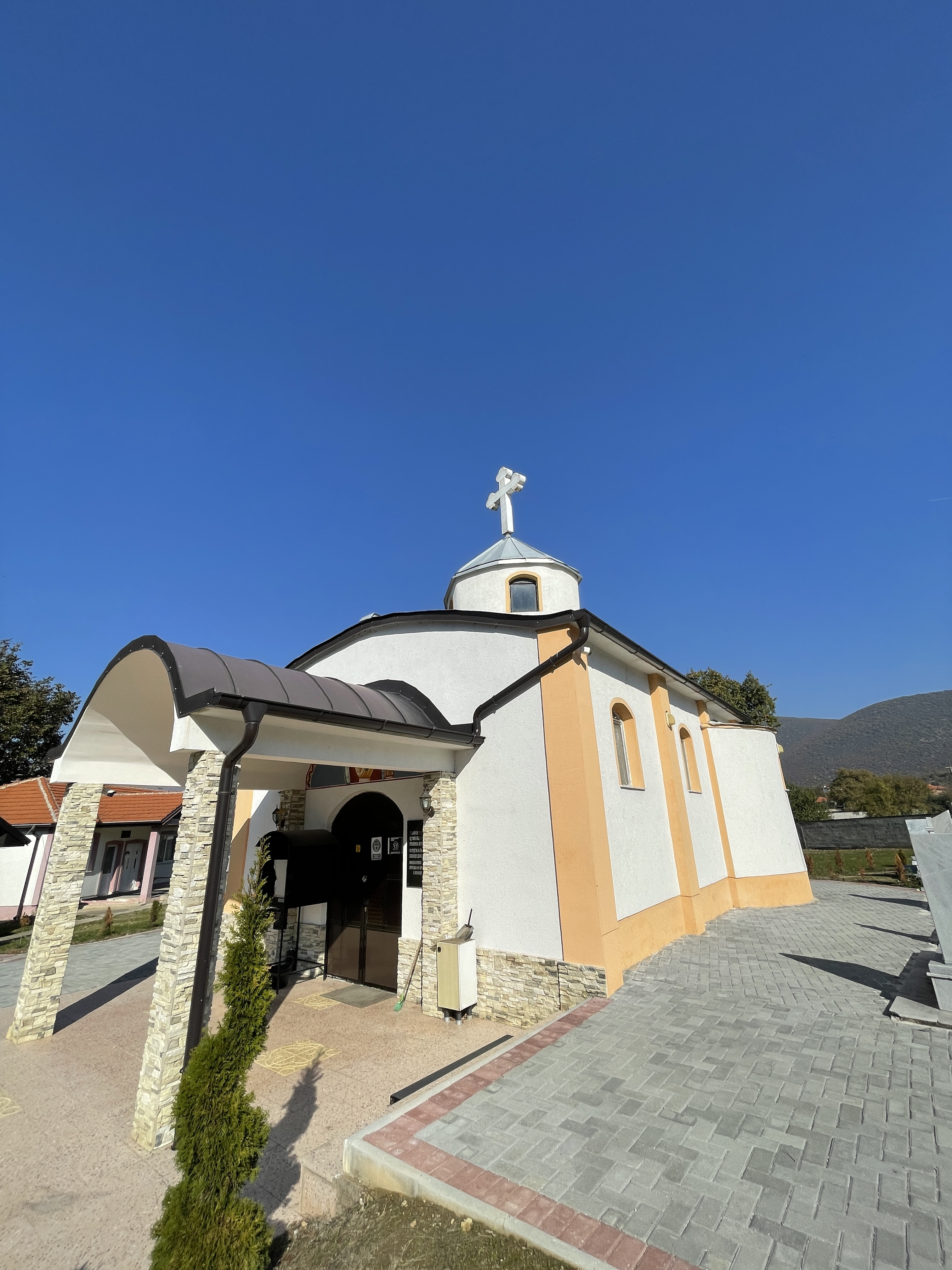
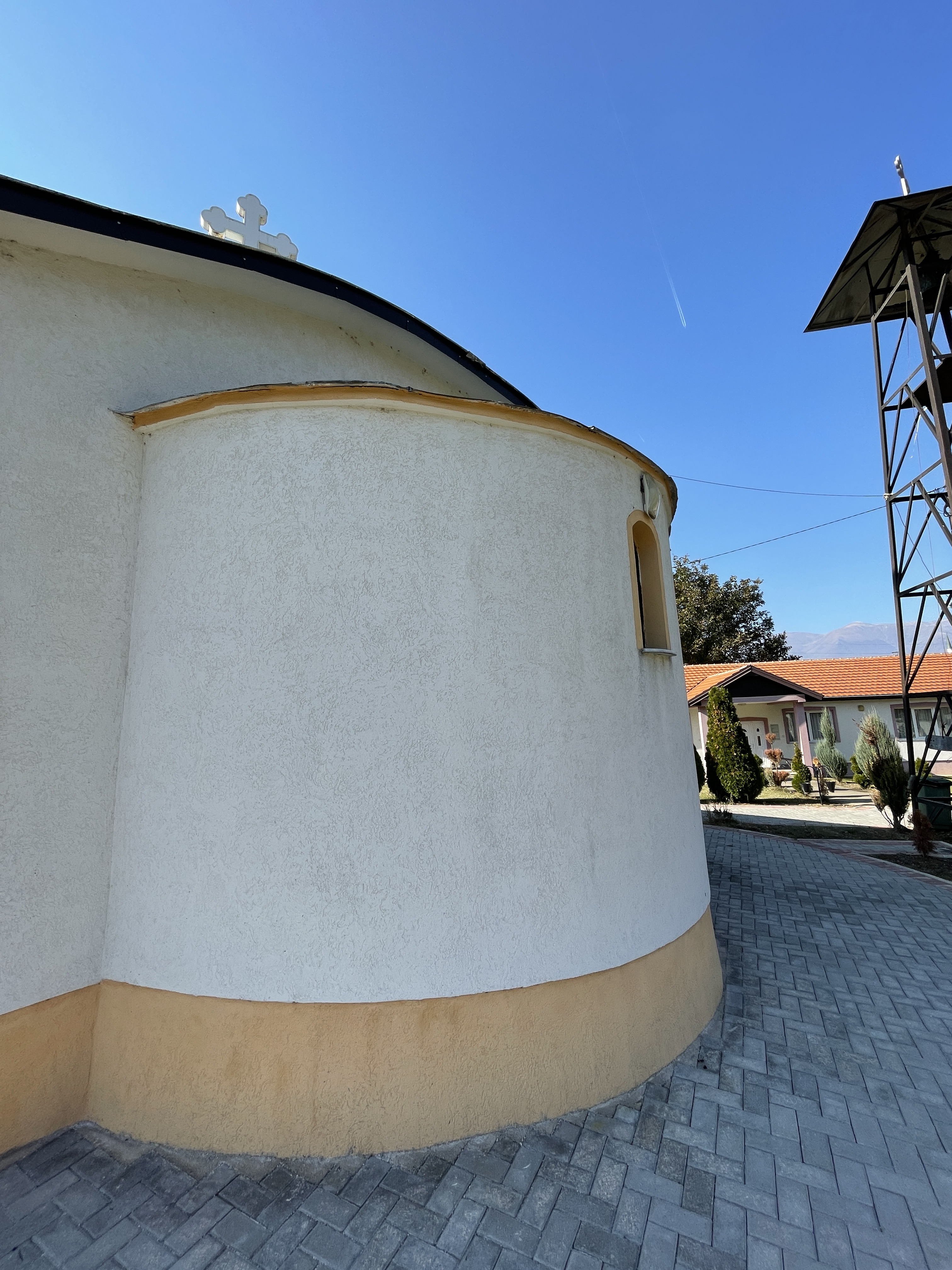
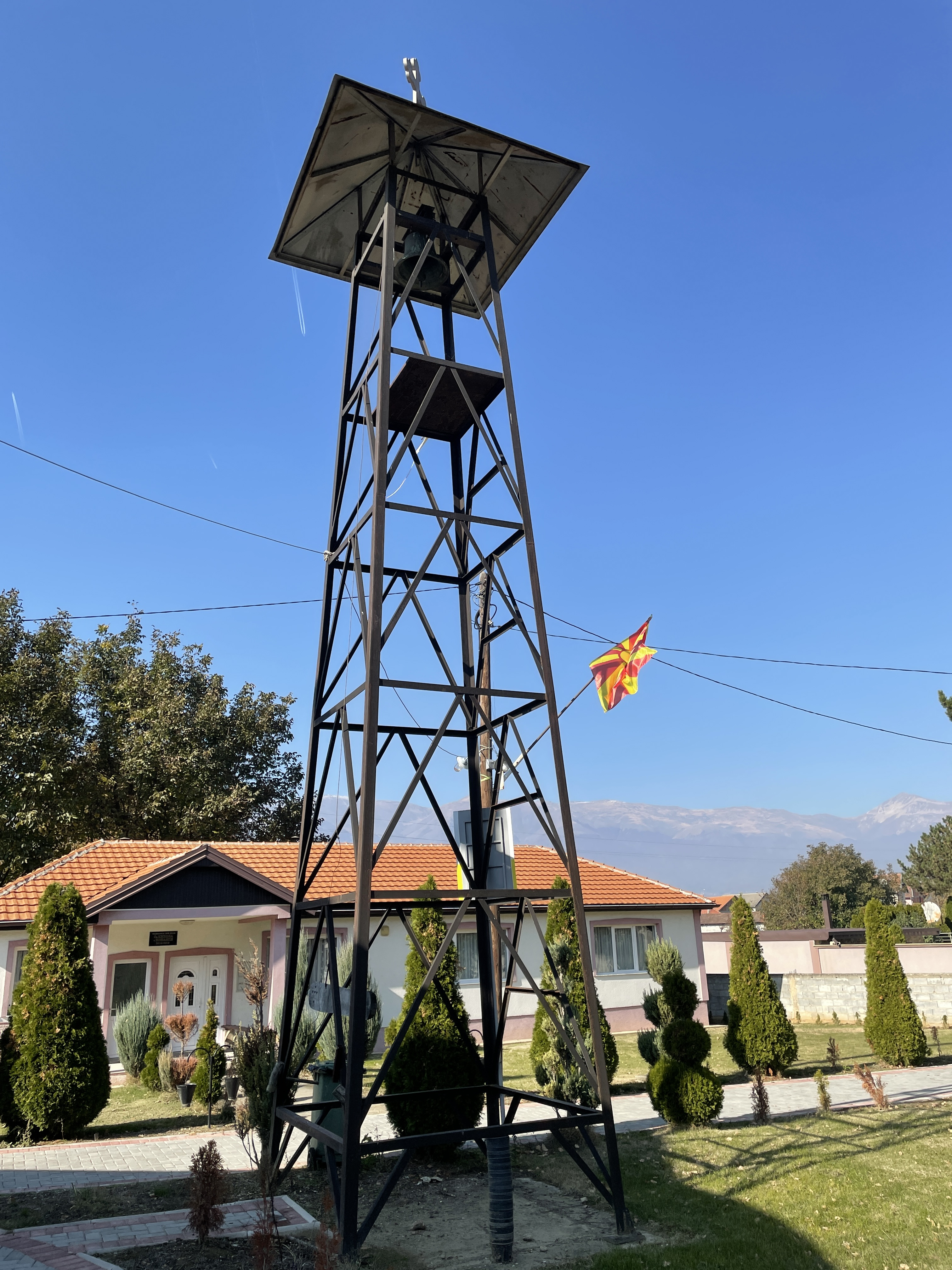
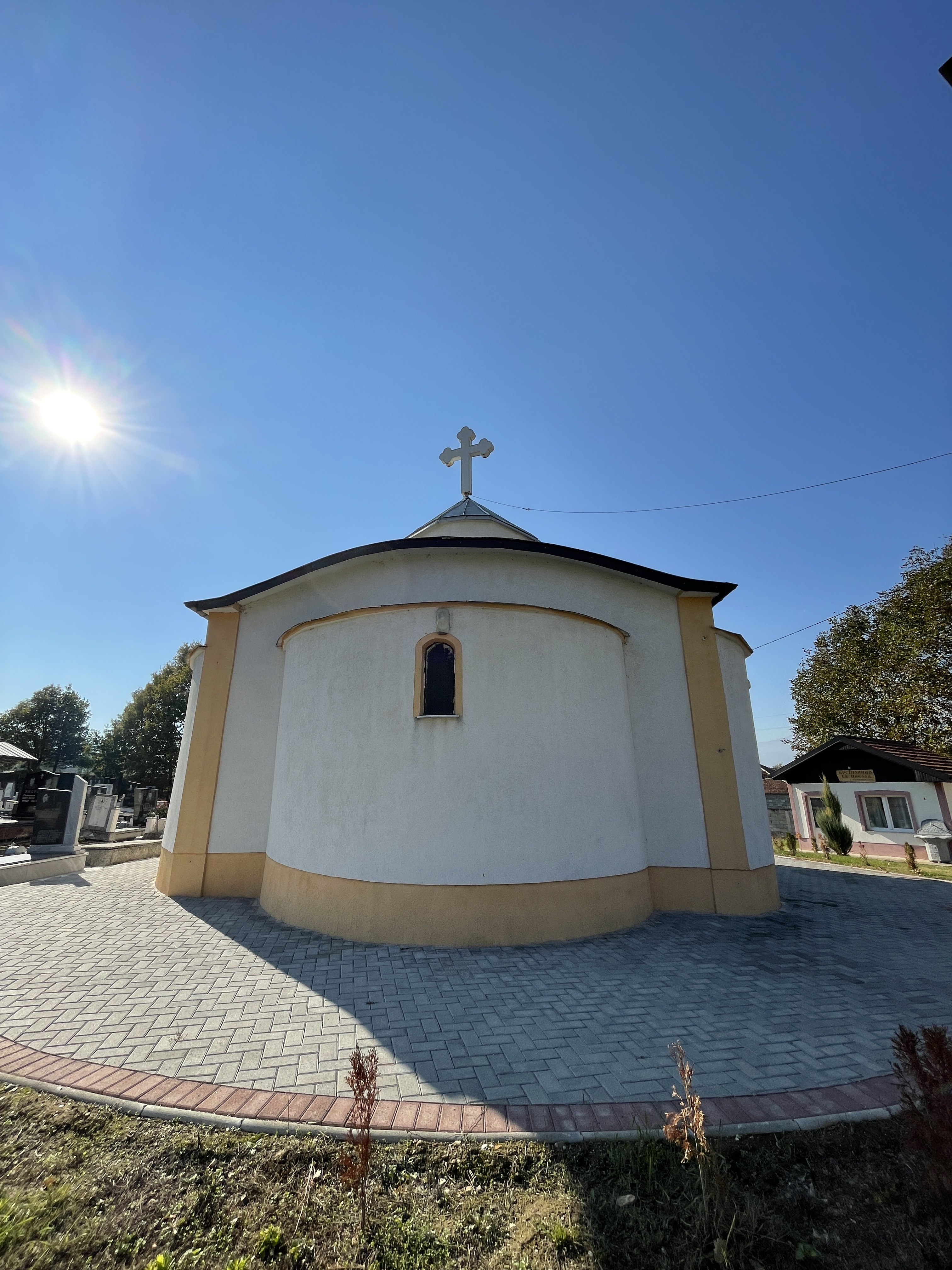
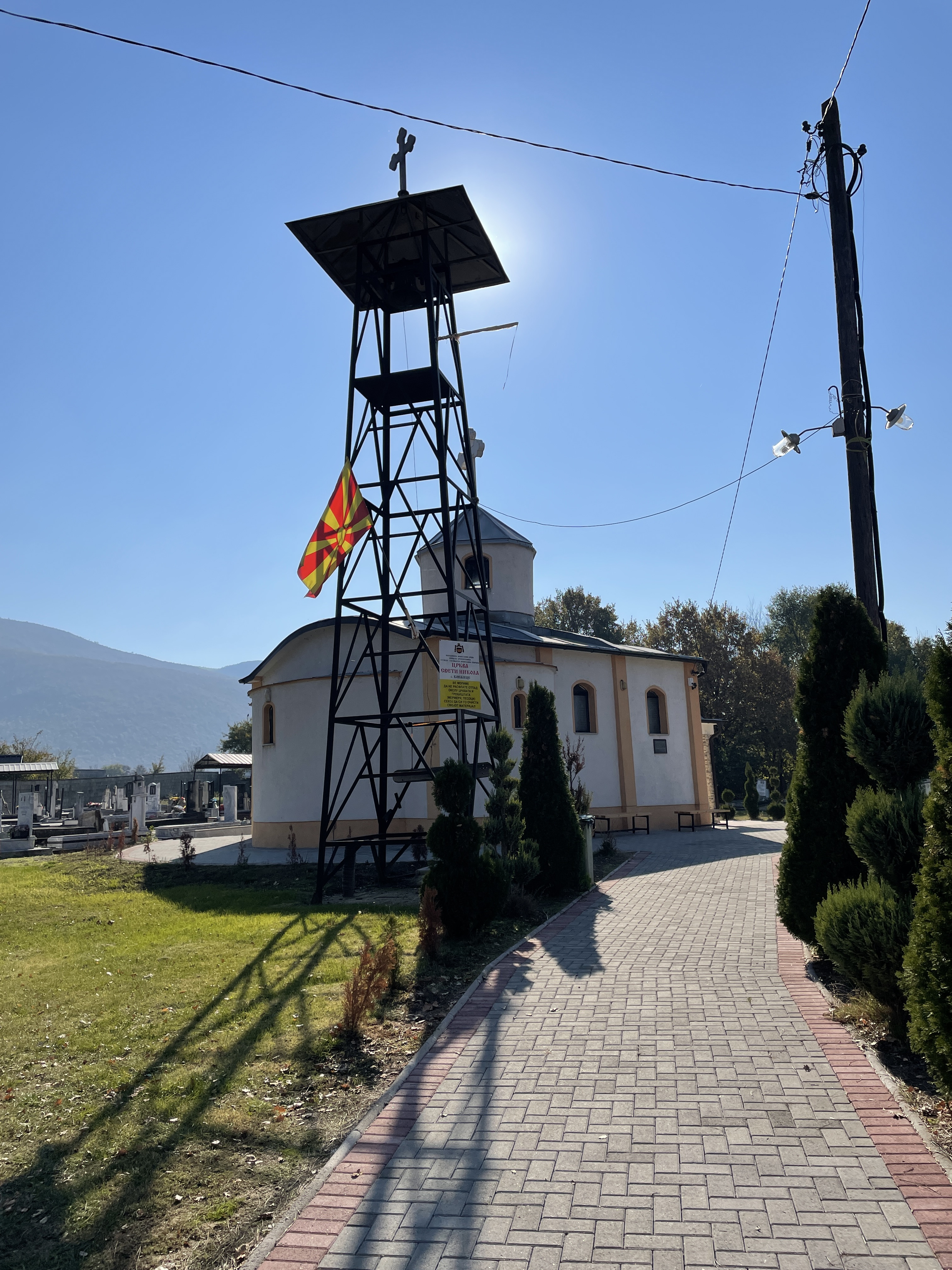
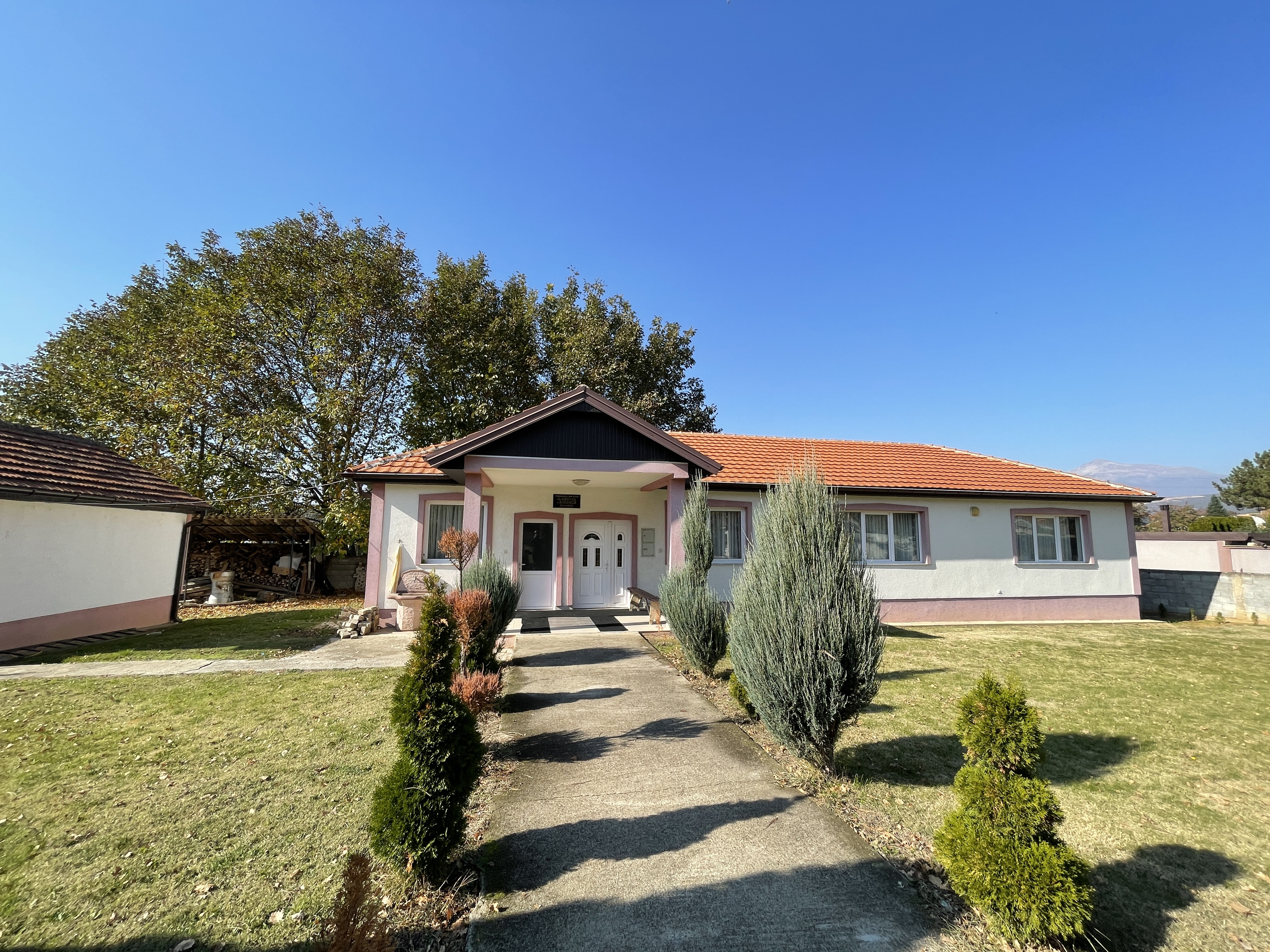
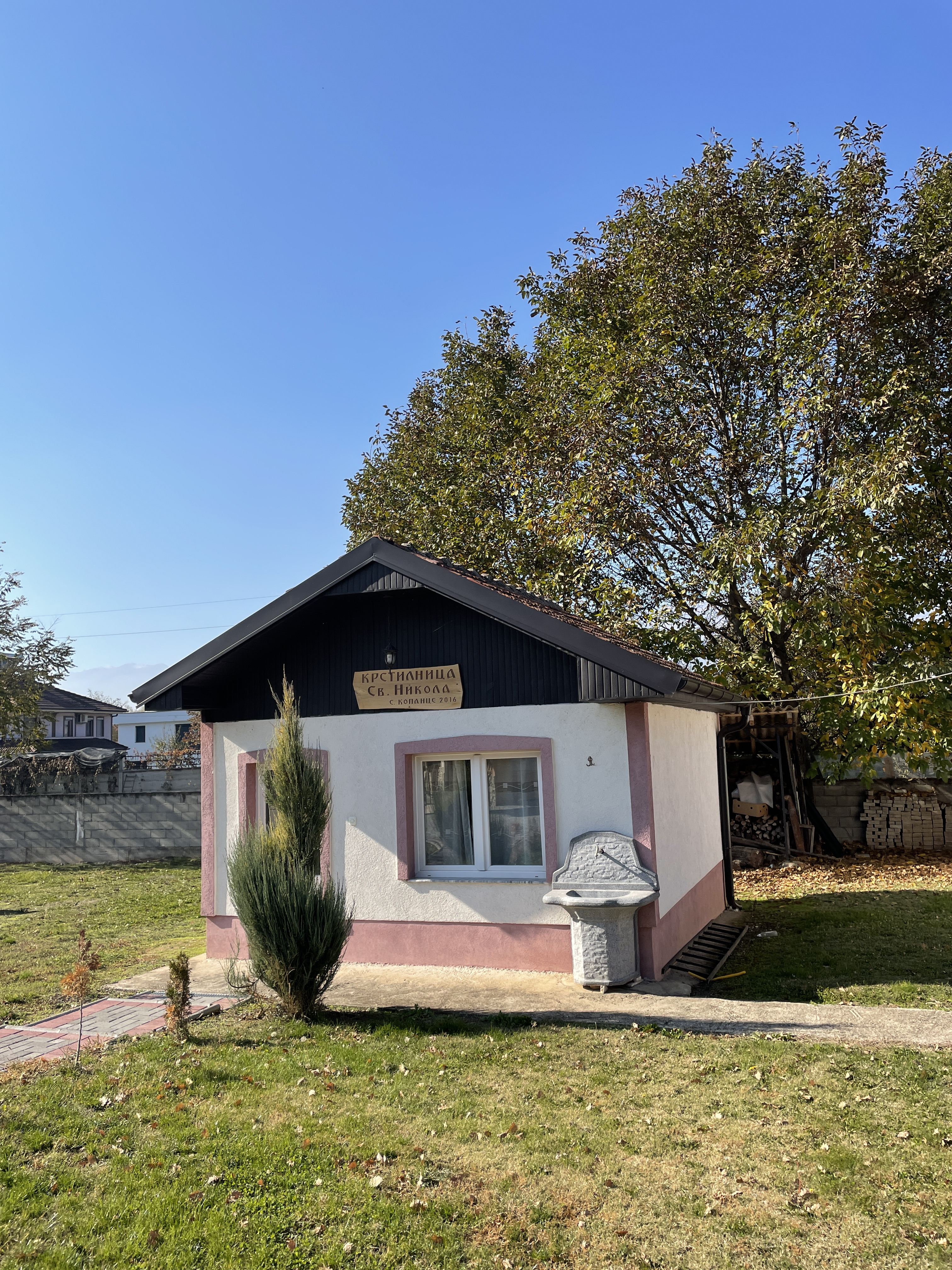
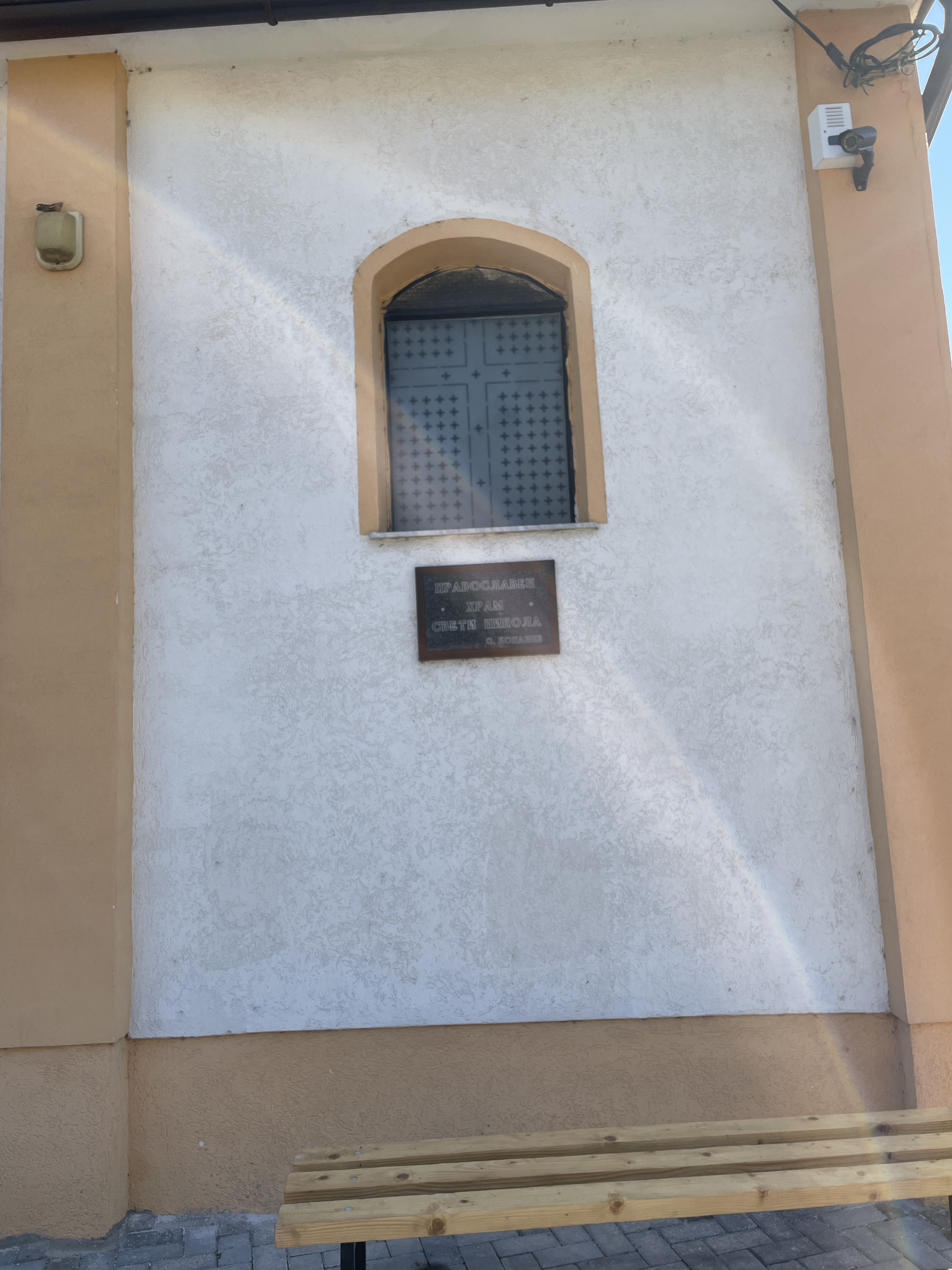
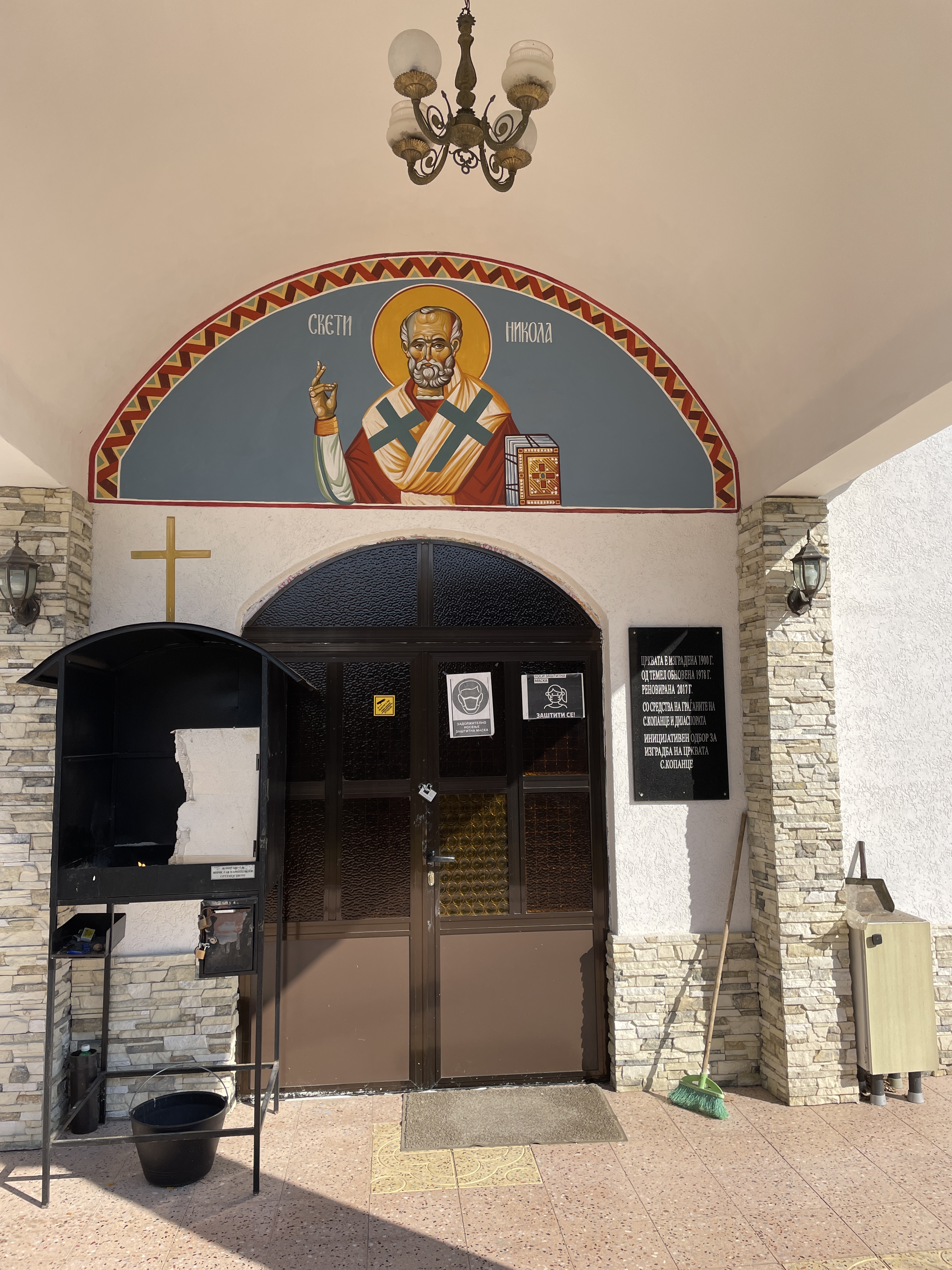
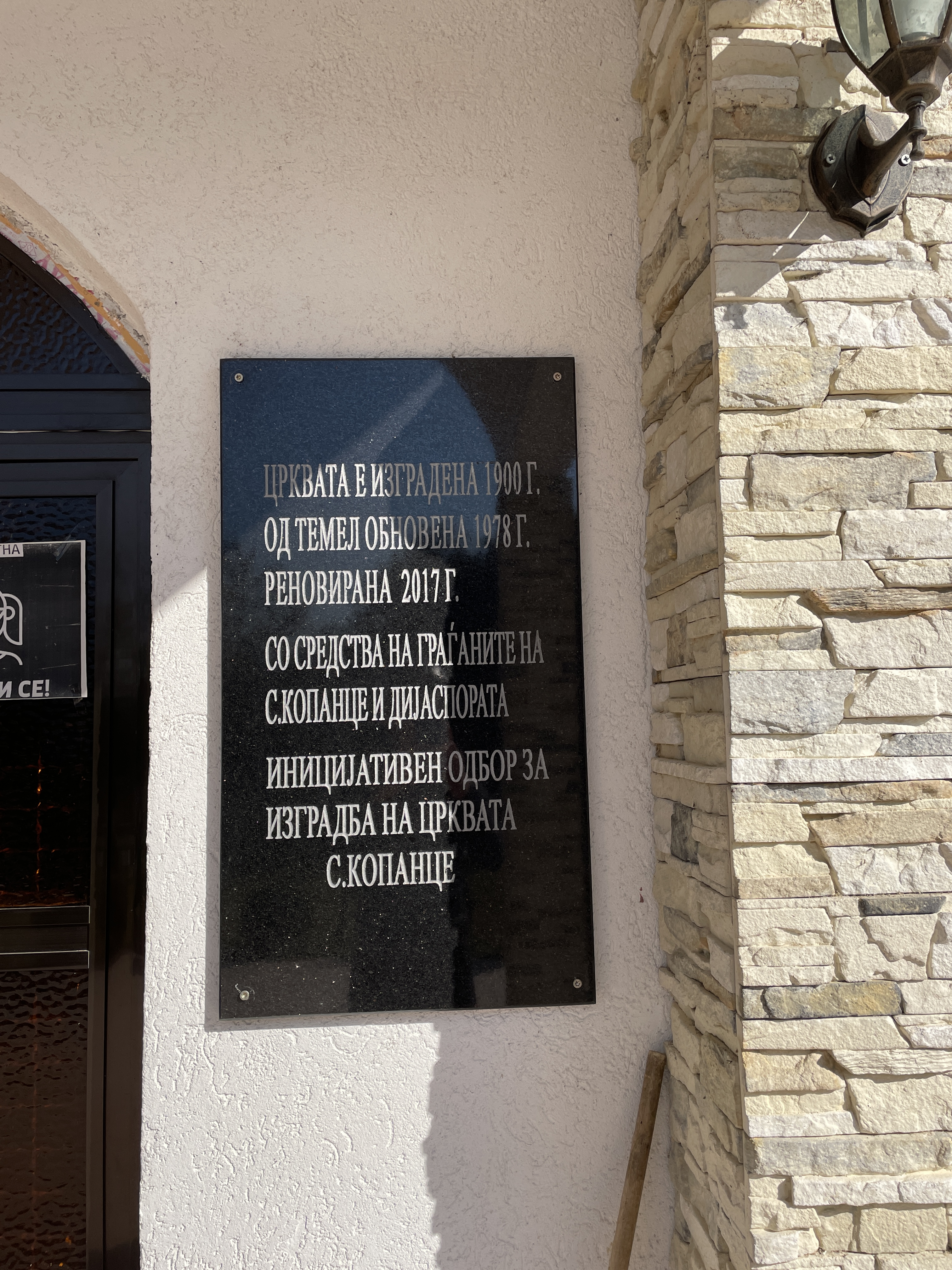
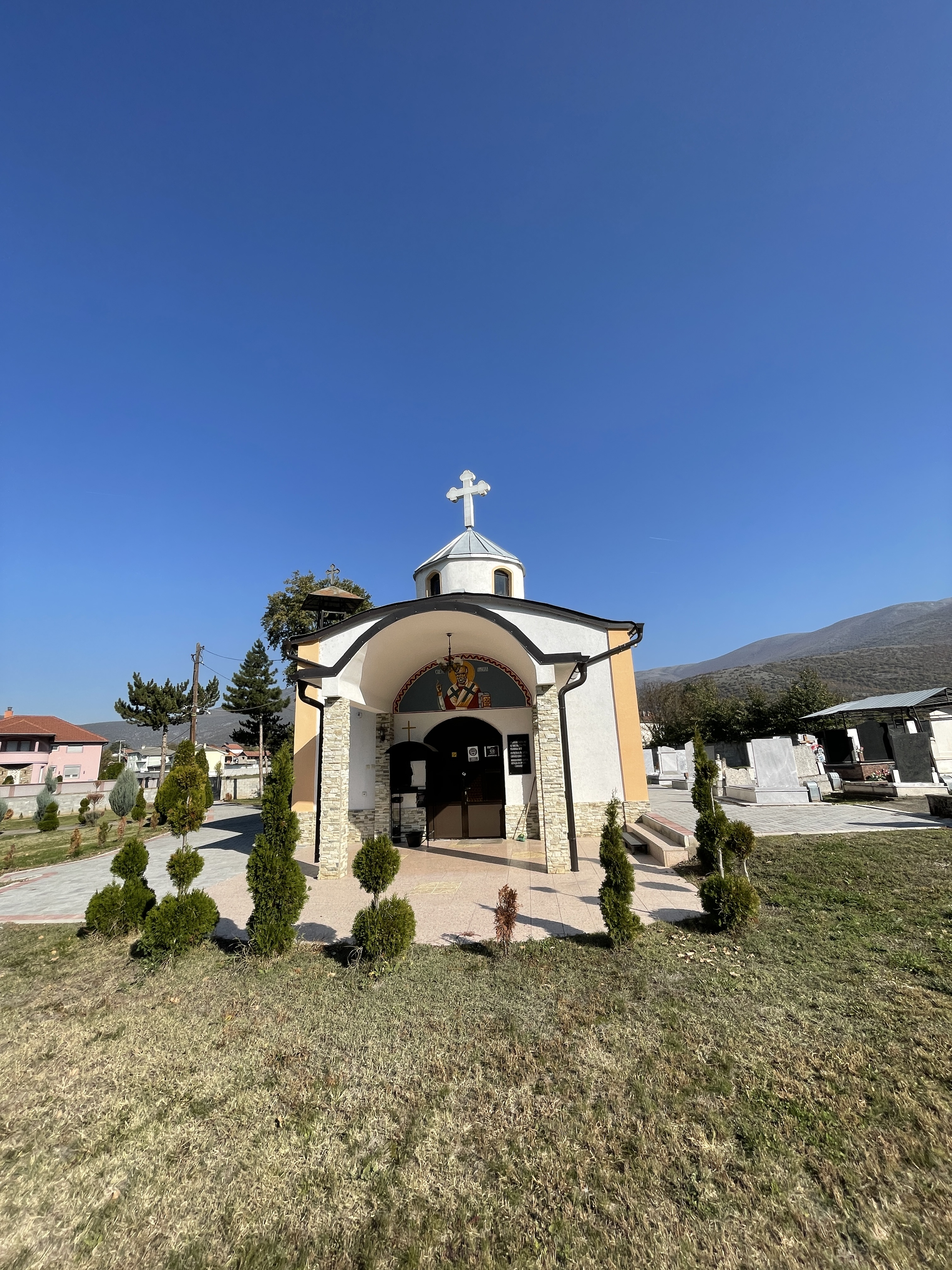